# 無懼的愛之旅
《無懼的愛之旅》是由美國創作歌手泰勒絲主演的音樂會系列。 它於2010年10月22日開播，作為The Hub的三晚電視特別節目播出。完整的135分鐘的藍光和DVD版本則是通過大叫工廠於2011年10月11日發布。無懼的愛之旅吸引了大約106,000名觀眾觀賞。

## 概要
因為無懼的愛巡迴演唱會的成功，無懼的愛之旅的三晚系列被安排在The Hub播出。 該節目於2010年10月22日至2010年10月24日美國東部時間晚上7點/中部時間下午6點播出。它收錄了泰勒絲在多個巡迴站點的幕後花絮，包括家庭視頻和個人錄像，以及巡迴演出列表中部分歌曲的表演。

## 曲目列表

### 第1集
- 1. 《與我同在》
- 2. 《提姆·麥格羅》
- 3. 《十五歲》
- 4. 《淚灑結他》
- 5. 《我們的歌》

### 第2集
- 6. 《今天就像童話般（英语：Today Was a Fairytale）》
- 7. 《愛的故事》
- 8. 《嘿史蒂芬》
- 9. 《告訴我爲什麽》
- 10. 《最好的一天》

### 第3集
- 11. 《無懼的愛》
- 12. 《天長地久》
- 13. 《燒掉的回憶》
- 14. 《早該拒絕》

## 登場嘉賓
- 泰勒·斯威夫特
- 安德里·斯威夫特
- 史考特·斯威夫特
- Abigail Anderson
- Amos Heller
- Grant Mickelson
- Al Wilson
- Paul Sidoti
- Mike Meadows
- Caitlin Evanson
- Elizabeth "Liz" Huett
- Claire Callaway
- Lacey Mason
- Charity Baroni

## 藍光和DVD版本
該電視劇於2011年10月11日在單碟藍光和DVD上發行。藍光包含所有三集和十四場無懼的愛之旅的演出。
| 包含在藍光的表演 | 包含在藍光的表演 |
| 曲序             | 曲目             |
| ---------------- | ---------------- |
| 1.               | 與我同在         |
| 2.               | 提姆·麥格羅      |
| 3.               | 十五歲           |
| 4.               | 灑淚結他         |
| 5.               | 我們的歌         |
| 6.               | 今天就像童話般   |
| 7.               | 愛的故事         |
| 8.               | 嘿史蒂芬         |
| 9.               | 告訴我為甚麼     |
| 10.              | 最後的一天       |
| 11.              | 無懼的愛         |
| 12.              | 天長地久         |
| 13.              | 燒掉的回憶       |
| 14.              | 早該拒絕         |

## 認證
| 地區                                  | 认证 | 认证单位/销量 |
| ------------------------------------- | ---- | ------------- |
| 澳大利亚（澳大利亚唱片业协会）        | 白金 | 15,000^       |
| *僅含認證的實際銷量 ^僅含認證的出貨量 |      |               |

## 外部
- 互联网电影数据库（IMDb）上《無懼的愛之旅》的资料（英文）